# The Woman-Identified Woman
The Woman-Identified Woman est un manifeste de dix paragraphes écrit par les Radicalesbians en 1970. Il fut distribué pour la première fois lors de la manifestation « Lavender Menace » au Second Congress to Unite Women, le 1er mai 1970 à New York. Il est considéré comme un moment-clé de l'histoire du féminisme radical, et l'un des documents fondateurs du féminisme lesbien. Il a pour auteures plusieurs militantes lesbiennes, dont Artemis March, Lois Hart, Rita Mae Brown, Ellen Shumsky, Cynthia Funk et Karla Jay.
Il commence ainsi : « Qu'est-ce qu'une lesbienne ? C'est la rage de toutes les femmes condensée jusqu'au point d'explosion ». Le manifeste associe ensuite les luttes féministes avec le mouvement d’émancipation des lesbiennes, chaque femme – et plus encore les femmes homosexuelles – étant opprimée par les rôles imposés par la société et par la dépendance aux hommes prescrite par la domination masculine.

## Texte en ligne
- The Woman-Identified Women (1970) à partir des Documents du Mouvement de Libération des Femmes, Special Collections Library, Duke University.
- Traduction du texte en français.